# استعانة بالجن
جاءت النصوص الإسلامية في الكتاب والسنة النبوية لتقرير وجود الجن وأنهم نوع من الأرواح العاقلة المكلفة، وأن رسول الله محمد دعاهم للإيمان، وأمَّا الاستعانة بالجن والانتفاع بهم فلها أحوال وأحكام مما احتاج إلى بيان ذلك بشيء من الإيضاح والتفصيل.

## حقيقة الجن
يرى علماء المسلمين أن الجن هم عالم آخر غير عالم الملائكة والإنس، خلقهم الله من نار، يرون الإنس في حال لايراهم الإنس فيها على طبيعتهم وصورتهم الحقيقية، فهم مستترون عن الحواس، وهم نوع من الأرواح العاقلة، المريدة، المكلفة على نحو ما عليه الإنسان، مجردون عن المادة، ولهم قدرة على التشكل، يأكلون، ويشربون، ويتزاوجون، ولهم ذرية، محاسبون على أعمالهم في الآخرة.

## أحوال استعانة الإنس بالجن
بحسب العقيدة الإسلامية فإن الآيات في القرآن الكريم جاءت لتقرير وجود الجن، وأنهم قابلون للإيمان وللكفران، وأن رسول الله دعاهم للإيمان، وقرأ عليهم القرآن، وبلغهم الرسالة. 
قال تعالى: ﴿وَإِذْ صَرَفْنَا إِلَيْكَ نَفَرًا مِنَ الْجِنِّ يَسْتَمِعُونَ الْقُرْآنَ فَلَمَّا حَضَرُوهُ قَالُوا أَنْصِتُوا فَلَمَّا قُضِيَ وَلَّوْا إِلَى قَوْمِهِمْ مُنْذِرِينَ ۝٢٩﴾ [الأحقاف:29].
أما الاستعانة بالجن والانتفاع بهم، فلم تزل مجالا للحذر الشديد، والتخوف العظيم، عند علماء أهل السنة والجماعة، لكثرة تسلط شياطين الجن على الإنس خاصة في هذه الأزمان، لمَّا بعد الناس عن عصر النبوة، وضعف التعلق بالكتاب والسنة؛ لذلك يعتقد علماء أهل السنة والجماعة أن الاستعانة بهم لاتخلو من حالين:
الحال الأولى:
1. إذا كانت الاستعانة بالجن تفضي إلى وقوع الشرك الأكبر من أحد الطرفين، كأن يستغيث أو يستعين بهم الإنسي في أمر لايقدر عليه إلا الله، أو يهين كلام الله، ونحو ذلك، فهذا شرك وكفر ممنوع منه باتفاق المسلمين.[2] قال تعالى: ﴿وَأَنَّهُ كَانَ رِجَالٌ مِنَ الْإِنْسِ يَعُوذُونَ بِرِجَالٍ مِنَ الْجِنِّ فَزَادُوهُمْ رَهَقًا ۝٦﴾ [الجن:6].
2. كما حصل الاتفاق كذلك على تحريم الاستعانة بهم في الإثم والعدوان، مما لايصل إلى الشرك والكفر، كأن يستعين بالجن في أكل أموال الناس بالباطل بأي من أنواع الحيل، أو قتل معصوم، ونحو ذلك.[3] قال تعالى: ﴿يَا أَيُّهَا الَّذِينَ آمَنُوا لَا تُحِلُّوا شَعَائِرَ اللَّهِ وَلَا الشَّهْرَ الْحَرَامَ وَلَا الْهَدْيَ وَلَا الْقَلَائِدَ وَلَا آمِّينَ الْبَيْتَ الْحَرَامَ يَبْتَغُونَ فَضْلًا مِنْ رَبِّهِمْ وَرِضْوَانًا وَإِذَا حَلَلْتُمْ فَاصْطَادُوا وَلَا يَجْرِمَنَّكُمْ شَنَآنُ قَوْمٍ أَنْ صَدُّوكُمْ عَنِ الْمَسْجِدِ الْحَرَامِ أَنْ تَعْتَدُوا وَتَعَاوَنُوا عَلَى الْبِرِّ وَالتَّقْوَى وَلَا تَعَاوَنُوا عَلَى الْإِثْمِ وَالْعُدْوَانِ وَاتَّقُوا اللَّهَ إِنَّ اللَّهَ شَدِيدُ الْعِقَابِ ۝٢﴾ [المائدة:2].

الحال الثانية: إذا كانت الاستعانة بالجن في أمر مباح، وبأسباب مباحة، ولايفضي إلى محرم، فهذه التي حصل فيها نزاع بين العلماء على قولين:
القول الأول: الجواز، وقد نُسب لابن تيمية، وجاء عن الفقيه الشافعي المدابغي، وحكاه الشيخ محمد رضا عن بعض علماء الأزهر.
ومن أدلتهم على ذلك:
1. أن استعمال الجن في أمور مباحة هو كاستعمال الإنس في أمور مباحة.
2. أنه ثبت عن سليمان استخدام الجن، فقد أخبر الله عنه بقوله تعالى: ﴿فَسَخَّرْنَا لَهُ الرِّيحَ تَجْرِي بِأَمْرِهِ رُخَاءً حَيْثُ أَصَابَ ۝٣٦﴾ [ص:36].

القول الثاني: جاء عن الإمام مالك المنع من الاستعانة بالجن في العلاج كما في كتاب الذخيرة، وذهب الإمام أحمد كذلك إلى منع الاستعانة بهم في العلاج وفي غيره، كما في الأحكام السلطانية، والآداب الشرعية.
وقد صرح بمنع الاستعانة بهم من العلماء المعاصرين: لجنة الإفتاء الدائمة بالسعودية، والشيخ الألباني، والشيخ الشعراوي، والشيخ عبد الله بن جبرين، وهو ظاهر كلام القاضي عياض.
ومن الأدلة في ذلك:
1. أن استعانة الإنسي بالجني ولو كانت في أمر مباح، كالبحث عن ماله المفقود أو معرفة نوع المرض وأسبابه، داخل في الاستمتاع المحرم في قوله تعالى: ﴿وَيَوْمَ يَحْشُرُهُمْ جَمِيعًا يَا مَعْشَرَ الْجِنِّ قَدِ اسْتَكْثَرْتُمْ مِنَ الْإِنْسِ وَقَالَ أَوْلِيَاؤُهُمْ مِنَ الْإِنْسِ رَبَّنَا اسْتَمْتَعَ بَعْضُنَا بِبَعْضٍ وَبَلَغْنَا أَجَلَنَا الَّذِي أَجَّلْتَ لَنَا قَالَ النَّارُ مَثْوَاكُمْ خَالِدِينَ فِيهَا إِلَّا مَا شَاءَ اللَّهُ إِنَّ رَبَّكَ حَكِيمٌ عَلِيمٌ ۝١٢٨﴾ [الأنعام:128]، وفي قوله تعالى: ﴿وَأَنَّهُ كَانَ رِجَالٌ مِنَ الْإِنْسِ يَعُوذُونَ بِرِجَالٍ مِنَ الْجِنِّ فَزَادُوهُمْ رَهَقًا ۝٦﴾ [الجن:6].
2. أن الرسول لم يأت عنه أنه استعان بالجن، ولا عن الصحابة ولا عن التابعين، ولو كان في هذا خير لما ادخره الله عنهم، ثم إن الاستعانة بهم تؤدي إلى تعلق القلب بهم، وهذا وسيلة من وسائل الشرك.[15]
3. أن خدمة الجن للإنس من خصائص سليمان وحده، جاء عن أبي هريرة رضي الله عنه، عن النبي ﷺ أنه صلى صلاة فقال: «إن الشيطان عرض علي فشد علي ليقطع الصلاة علي، فأمكنني الله منه، فَذَعَتُّه[16] ولقد هممت أن أوثقه إلى سارية حتى تصبحوا، فتنظروا إليه، فذكرت قول سليمان : رب هب ﴿لِي مُلْكًا لَا يَنْبَغِي لِأَحَدٍ﴾ [ص:35] فرده اللّه خاسيا».[17]
4. جهالة حالهم، فقد قال النبي ﷺ لأبي هريرة  وهو يخبره عن الشيطان: «صدقك وهو كذوب».[18]

## مواضيع متعلقة
- سحر (إسلام)
- كهانة (إسلام)

## روابط خارجية
- شبكة الألوكة: حكم الاستعانة بالجن في المباحات.
- موقع الإسلام سؤال وجواب: الاستعانة بالجن.